# Moviment 5 Estrelles
El Moviment Cinc Estrelles (en italià: Movimento Cinque Stelle, M5S) és un partit polític italià fundat per Beppe Grillo, còmic i activista popular, i per l'empresari Gianroberto Casaleggio, el 4 d'octubre de 2009. L'M5S es considera populista, anti-corrupció, ecologista, i euroescèptic. El 30 d'octubre de 2013, el mateix Grillo es va referir al seu moviment com a "populista", durant una reunió que va sostenir a Roma amb els senadors electes de l'M5S.
El partit també propugna la democràcia participativa, la democràcia directa, la democràcia electrònica, l'accés gratuït a Internet, els principis de la "política de cost zero", la no-violència i el decreixement. El programa de l'M5S també conté elements de populisme de dretes i llibertarisme d'estil nord-americà. Els membres del partit insisteixen que l'M5S no és un partit sinó un "moviment" i que no se'l pot incloure dins del paradigma tradicional de dreta-esquerra. Les "cinc estrelles" són una referència a cinc qüestions clau: aigua pública, transport sostenible, desenvolupament, connectivitat i ecologisme. Beppe Grillo i diversos membres del partit han condemnat enèrgicament totes les guerres occidentals (Afganistan, Iraq, Líbia, Síria) i la política exterior i militar italiana.

## Història

### Inicis del projecte
Al juliol de 2005, Beppe Grillo impulsà la formació de trobades i grups de debat on-line, a partir dels quals se li va arribar plantejar la seva candidatura a les primàries de la coalició de centre-esquerra per a la selecció del candidat a primer ministre de L'Unione, malgrat no ho va arribar a fer. Els anomenats Amics de Beppe Grillo van organitzar diverses trobades nacionals de manera presencial en els següents anys: 17 de desembre de 2005 a Torí, 26 de març de 2006 a Piacenza, del 16 al 18 de juny de 2006 a Sorrento i a Gènova el 3 de febrer de 2007.
El 14 de juliol de 2007, alguns representants de les llistes cíviques que van participar en les eleccions locals de la primavera anterior es van reunir a Parma per establir una coordinació nacional entre associacions, moviments i organitzacions. Es van reunir per practicar la promoció i l'experimentació de la democràcia directa i participativa, i per compartir un document d'intencions, que incloïa l'establiment de propostes, referèndums abrogatius, l'elecció directa del Síndic de Greuges, la institució dels pressupostos participatius, un mandat obligat per als administradors públics i les primàries obertes.
El 14 de juny de 2007, Grillo va llançar Vaffanculo Day a Bolonya, que pretenia mobilitzar la recollida de signatures per presentar una iniciativa popular que proposava introduir preferències en l'actual llei electoral i impedir que es presentin candidatures al parlament per als condemnats penalment i els que ja han complert dos mandats. Aquell dia es van recollir 336.000 signatures, més de les necessàries.
El 25 d'abril de 2008 es va organitzar la V2-Day, una segona jornada d'acció destinada a la recollida de signatures per a tres referèndums. Els dies 29 i 30 de setembre de 2007 a Lucca, diversos membres de les trobades i de les llistes cíviques locals, en l'inici de les discussions iniciades a la xarxa i arran de l'anterior reunió de Perusa, van definir les polítiques per a l'establiment de candidatures. El 10 d'octubre de 2007, Grillo va donar orientacions sobre com crear les llistes cíviques.
El 3 de desembre de 2008, Grillo va presentar el símbol de les Llistes Cíviques de Cinc Estrelles per a les eleccions locals de 2009, amb una referència al logotip dels V-Days. El 17 de febrer de 2009 a Bolonya, una reunió de llistes cíviques va discutir el futur del moviment i les properes eleccions. En concret, Sonia Alfano va consultar amb la base activista del moviment sobre la seva possible candidatura al Parlament Europeu com a candidata independent a la llista d'Itàlia dels Valors (IdV). Es va convertir en la primera diputada al Parlament Europeu (MEP) del M5S.
El 8 de març de 2009 es va celebrar a Florència la primera reunió nacional de les Llistes cíviques de cinc estrelles, on Grillo va presentar la Carta de Florència, un programa de 12 punts de les diferents llistes cíviques locals. Finalment, el 9 de setembre de 2009 es va anunciar el llançament del Moviment Nacional de les Cinc Estrelles (M5S), inspirat en les ideologies de la Carta de Florència. El 4 d'octubre de 2009, Grillo, juntament amb Gianroberto Casaleggio, va declarar el naixement de l'M5S i va presentar un programa al Teatre Esmeralda de Milà.

### L'ascens del M5S
Durant les eleccions regionals de 2010, el M5S va obtenir resultats notables a les cinc regions on va presentar un candidat a la presidència, amb el 7,0% dels vots a Emília-Romanya (6,0% per a la llista, amb dos consellers regionals elegits); Davide Bono 4,1% al Piemont (3,7%, dos consellers); David Borrelli 3,2% al Vèneto (2,6%, sense regidors); Vito Crimi 3,0% a Llombardia (2,3%, sense regidors); i Roberto Fico 1,3% a Campània (1,3%, sense regidors). A les eleccions locals de 2011, l'M5S va estar present a 75 dels 1.177 municipis, inclosos 18 de les 23 capitals de província. En la primera volta, l'M5S va ingressar els seus representants a 28 municipis, per a un total de 34 regidors electes. Els seus millors resultats van ser a les ciutats i pobles del centre-nord, especialment a l'Emília-Romanya i el Piemont, on la llista va aconseguir una quota de vot d'entre el 9% i el 12% a Bolonya, Rímini o Ravenna. A les eleccions locals italianes de 2012 , l'M5S va aconseguir també bons resultats al nord d'Itàlia, sobretot a Gènova (14,1%), Verona (9,5%), Parma (19,9%), Monza (10,2%), i Piacenza (10,0%). En aquestes, va aconseguir les alcaldies de Sarego, Parma (60,2%), Mira (52,5%), i Comacchio (69,2%). Posteriorment, el M5S va obtenir constantment al voltant del 15-20% a nivell nacional en les enquestes d'opinió.
A les eleccions regionals sicilianes de 2012 del 28 d'octubre, el M5S va presentar a Giancarlo Cancelleri com a candidat. La campanya va començar amb l'arribada de Grillo a Messina el 10 d'octubre nedant des del continent. A les eleccions, Cancelleri va quedar tercer amb el 18,2% dels vots, mentre que el M5S va ser el partit més votat amb un 14,9%, obtenint 15 escons de 90 a l' Assemblea Regional siciliana en un panorama polític molt fragmentat.
A les eleccions generals de 2013, el vot al M5S va assolir el 25,55% a la Cambra dels Diputats, amb 109 diputats, i el 23.8% al Senat, amb 54 escons. Això suposava la segona posició i un veritable terratrèmol polític al país. Amb l'augment de popularitat que van suposar els bons resultats de les legislatives, a les eleccions europees de 2014 el partit obtindria el 21,15% dels vots i 17 eurodiputats, mantenint la segona posició. Després de ser rebutjats pels Verds/ALE i l'ALDE, el partit va convocar un referèndum online on es va decidir la seva pertinença a un grup en el Parlament Europeu, entre les opcions d'ECR, EFD (que passaria a ser EFDD) i mantenir-se com a NI, els activistes del partit van votar un 78,1% per unir-se al grup EFD.
El 12 d'abril de 2016, el fundador i principal estratega del moviment juntament amb Grillo, Gianroberto Casaleggio, moriria després d'un llarg període de malaltia a causa d'un càncer cerebral. Després de la seva mort, el seu fill Davide va ser nomenat president de Casaleggio Associati i va assumir el paper de líder i estratega del M5S.

### Decadència i crisi
A les eleccions generals de 2018, el M5S va escalar encara més fins al 32.7% dels vots a la Cambra dels Diputats, amb 227 escons, i el 32.2% al Senat, amb 112 escons. Tot i la victòria, cap dels tres blocs (centreesquerra, centredreta i el M5S) va aconseguir la majoria, obligant als pactes postelectorals, que donarien lloc al primer gabinet de Conte amb el suport del M5S i la Lega. Tanmateix, a partir de llavors el M5S va iniciar un constant descens en les enquestes d'opinió i en la seva pròpia popularitat, provocant tensions internes que portarien a continues baixes i canvis de càrrecs electes i dirigents del partit. Així, a les eleccions europees de 2019 el M5S obtindria el 17.1% i la tercera posició, amb 14 eurodiputats, tres menys que a les darreres eleccions. Pel que fa a les desercions, al febrer de 2022 el partit havia disminuït a 157 diputats i 62 senadors, amb els casos més controvertits d'Andrea Mura, Matteo Dall'Osso, Saverio De Bonis i Gregorio De Falco, Sara Cunial, Paola Nugnes, entre d'altres. Com a conseqüència, Di Maio va convocar al 2019 una moció de censura en línia del seu qüestionat lideratge, que guanyaria amb el suport del 80% dels 56.127 votants. Tanmateix, es comprometria a reformar el partit.
L'agost de 2019, el viceprimer ministre Matteo Salvini va anunciar una moció de censura contra el primer ministre Conte després de les creixents tensions entre la majoria, provocant la seva posterior renúncia. Després de llargues converses entre els diferents grups parlamentaris, es va anunciar el segon gabinet de Conte amb el suport del M5S, el PD, LeU i IV. Durant el segon govern de Conte, l'M5S va continuar patint desercions parlamentàries, que acabarien amb la dimissió de Di Maio quatre dies abans de les eleccions regionals del 2020, sent substituït ad interim per Vito Crimi.
El 26 de gener de 2021, Conte va dimitir com a primer ministre, plantejant-se la candidatura de Mario Draghi. Tot i el suport de la militància a Draghi (59% dels vots) la polèmica decisió portaria a noves expulsions i sortides de parlamentaris. El 6 d'agost, després d'unes eleccions en línia de dos dies en què van votar 67.064 membres, l'ex-Primer Ministre Conte va ser escollit president de l'M5S, amb 62.242 vots (93%) a favor.
L'M5S va patir pèrdues significatives a les eleccions regionals de 2021 a l'octubre, en particular l'alcaldessa de Roma Virginia Raggi, que va ser derrotada amb el 19,09% dels vots. El 21 de juny, l'ex-president del partit Di Maio va anunciar una escissió pels desacords de política exterior amb la facció de Conte, formant el seu propi grup amb 51 diputats i 10 senadors.
Més endavant van sorgir rumors sobre una possible retirada del suport de M5S al govern d'unitat nacional de Draghi, tenint en compte les tensions entre el M5S i el govern en temes econòmics, ambientals i de política exterior. El 12 de juliol, Draghi va declarar que dimitiria si el M5S retirava el seu suport al govern. Dos dies més tard, el M5S va revocar el suport al govern d'unitat nacional pel que fa a un decret d'estímul econòmic per contrastar la crisi energètica en curs, el que va conduir a una crisi governamental i l'enfonsament del govern de Draghi el 21 de juliol.
A les eleccions generals de 2022, el partit va obtenir el 15.4% dels vots a la Cambra dels Diputats, amb 52 escons, i el 15.6% al Senat, amb 28 escons. Per primera vegada des del 2018, el M5S tornaria a l'oposició durant el govern de Meloni, a la qual votaria en contra. Conte va assenyalar que lideraria una "oposició intransigent" i va afegir: "Serem l'avançada de l'agenda progressista contra les desigualtats, per protegir les famílies i les empreses en dificultats, per defensar els drets i els valors de la nostra Constitució".
A les eleccions europees de 2024 el partit també reduiria el seu suport electoral fins al 9.98%, amb 8 eurodiputats, que s'integrarien en el grup de L'Esquerra. A les eleccions regionals de Sardenya de 2024 , l'exviceministra Alessandra Todde va ser escollida presidenta de Sardenya al capdavant d'una coalició de centreesquerra que inclou el PD, els partits d'esquerra i els regionals. Todde va ser el primer president regional provinent del M5S.

## Escissions
Des de la seva fundació, el partit ha patit diverses escissions i trencaments que han originat noves organitzacions o moviments polítics:
- Treball Italià en Progrés, Italia Lavori in Corso, ILC (2014-15) que s'integraria en la candidatura de L'Altra Europa.
- Moviment X, Movimento X, MX (2014)
- Alternativa Lliure, Alternativa Libera, AL (2015-19) que s'integraria més endavant en Itàlia en Comú.
- Itàlia en Comú, Italia in Comune, IiC (2018)
- Team Köllensperger (2018), a Tirol del Sud.
- Italexit, Italexit per l'Italia, (2020)
- Alternativa (2021)
- Medi Ambient 2050 (2022-22)
- Junts pel Futur (2022-22)

## Resultats electorals

### Eleccions legislatives
| Any  | Líder          | Cambra dels Diputats | Cambra dels Diputats | Cambra dels Diputats | Cambra dels Diputats | Cambra dels Diputats | Senat de la República | Senat de la República | Senat de la República | Senat de la República | Senat de la República |
| Any  | Líder          | Vots                 | %                    | Diputats             | +/–                  | Pos.                 | Vots                  | %                     | Senadors              | +/–                   | Pos.                  |
| ---- | -------------- | -------------------- | -------------------- | -------------------- | -------------------- | -------------------- | --------------------- | --------------------- | --------------------- | --------------------- | --------------------- |
| 2013 | Beppe Grillo   | 8,691,406            | 25.6                 | 109 / 630            | Nou                  | 1r                   | 7,285,850             | 23.8                  | 54 / 315              | Nou                   | 2n                    |
| 2018 | Luigi Di Maio  | 10,732,066           | 32.7                 | 227 / 630            | 119                  | = 1r                 | 9,733,928             | 32.2                  | 112 / 315             | 58                    | 1r                    |
| 2022 | Giuseppe Conte | 4,333,972            | 15.4                 | 52 / 400             | 175                  | 3r                   | 4,285,894             | 15.6                  | 28 / 200              | 85                    | 3r                    |

### Eleccions europees
| Any  | Líder          | Vots      | %    | Escons  | +/– | Pos. | Grup       |
| ---- | -------------- | --------- | ---- | ------- | --- | ---- | ---------- |
| 2014 | Beppe Grillo   | 5,807,362 | 21.2 | 17 / 73 | –   | = 2n | EFDD       |
| 2019 | Luigi Di Maio  | 4,569,089 | 17.1 | 14 / 76 | 3   | 3r   | NI         |
| 2024 | Giuseppe Conte | 2,332,854 | 9.98 | 8 / 76  | 6   | = 3r | L'Esquerra |